# 110-talet

## Händelser
- 117 - Romerska riket når sin största utbredning.
- 118 - Templet Pantheon i Rom börjar byggas och står färdigt tio år senare.

## Födda
- 111 - Antinous, förmodad älskare till den romerske kejsaren Hadrianus.

## Avlidna
- 117 - Trajanus, romersk kejsare